# ألاستيير فوثرغل
ألاستيير فوثرغل (بالإنجليزية: Alastair Fothergill) هوَ مُنتج وثائقيات بريطانيٍّ يَعمل معَ هيئة الإذاعة البريطانية. تعلم ألاستيير فوثرغل في جَامعتي القديس أندروز ودورهام، ولاحقاً انضمَّ إلى وحدة التاريخ الطبيعي في هيئة الإذاعة البريطانية عام 1983 للعمل في إنتاج وَثائقيات الحياة البرية. عَملَ ألاستيير خلال فترة مُدوامته معَ الوَحدة على كم كبيرٍ منَ البَرامج الوَثائقية التي حاز عددٌ كبيرٌ منها جوائز عالمية، ومن بَرامجه المُبكرة في تلك الفترة «العرض البري الحقيقي» و«الحياة البرية بواحد» و«مُراقبة الشعاب» عام 1988 (حيث كان جزءاً من الفريق الذي صوَّرَ أوَّل وثائقي تحت المياه في العالم). ولاحقاً بدأ العملَ مع عالم الطبيعة ديفيد آتينبارا جنباً إلى جنب على سلسلة الحياة، فأنتج بَرنامج تجاربُ الحياة عام 1990 والحياة في المَناطق المُتجمدة عام 1993.
عُين ألاستيير فوثرغل رئيساً لوَحدة التاريخ الطبيعي عام 1992، غير أنه اعتزل مَنصبه ذاك في شهر يونيو عام 1998 للتفرُّغ للعمل على إنتاج سلسل وثائقيات الكوكب الأزرق، كما عملَ على إنتاج سلسلة كوكب الأرض الشهيرة ووَثائقي «الأرض» المُترافق معها عام 2006، التي عملَ عليها لأربع سنوات مُتواصلة مع ديفيد آتينبارا. ويَعملُ ألاستيير حالياً مُنتجاً تنفيذياً في وَحدة التاريخ الطبيعية لهيئة الإذاعة البريطانية، ويُنتج في الوَقت الحاضر وثائقي الكوكب المُتجمد الذي يُفترض أن يُذاع في عام 2011، كما أنه يُنتج فلمين آخرين عن الطبعية لصالح شركة ديزني.

## الإنتاجات
- العرض البري الحقيقي (1986) - المُنتج.
- برية بريطانيا (1987) - المُنتج.
- مُراقبة الشعاب (1988) - مُنتج مُرافق.
- الحياة البرية بوَأحد (1988 - 1992) - المُنتج.
- تجاربُ الحياة (1990) - مُنتج مُساعد.
- الحياة في المَناطق المُتجمدة (1993) - المُنتج.
- العالم الطبيعي: حلقة «ساوث جورجيا: جزيرة وَحيدة» (1998) - المُنتج.
- الكوكب الأزرق (2001) - مُنتج تنفيذي.
- مُرافقة قرد (2002) - المُقدم.
- ما قبل الخليقة (2002 - 2003) - المُقدم.
- أزرق عميق (2003) - الكاتب والمُخرج.
- كوكب الأرض (2006) - مُنتج تنفيذي.
- الأرض (2007) - الكاتب والمُخرج.
- الكوكب المُتجمد (2011) - مُنتج تنفيذي.
- قطط أفريقية (2011) - الكاتب والمُخرج.
- الشمبانزي (2012) - الكاتب والمُخرج.

## روابط خارجية
- ألاستيير فوثرغل على موقع IMDb (الإنجليزية)
- ألاستيير فوثرغل على موقع ألو سيني (الفرنسية)
- ألاستيير فوثرغل على موقع أول موفي (الإنجليزية)
- ألاستيير فوثرغل على موقع قاعدة بيانات الأفلام السويدية (السويدية)
- ألاستيير فوثرغل على موقع قاعدة بيانات الفيلم (الإنجليزية)
- ألاستيير فوثرغل على موقع كينوبويسك (الروسية)